# Carinha de Anjo
Carinha de Anjo est une telenovela brésilienne diffusée depuis le 21 novembre 2016 sur SBT,.

## Distribution

### Enfants
| Acteur/Actrice     | Personnage                          |
| ------------------ | ----------------------------------- |
| Lorena Queiroz     | Dulce Maria Rezende Lários          |
| Maisa Silva        | Juliana Almeida (Juju)              |
| Jean Paulo Campos  | José Carlos de Oliveira (Zeca)      |
| Sienna Belle       | Frida Bastos                        |
| Renata Randel      | Bárbara Guerra Smith                |
| Gabriel Miller     | Emílio Almeida                      |
| Leonardo Oliveira  | José Felipe de Oliveira (Zé Felipe) |
| Kaleb Figueiredo   | Luciano Bastos                      |
| Marianna Santos    | Adriana Figueiredo                  |
| Duda Silva         | Maria Eduarda (Duda)                |
| Helena Luz         | Lúcia Junqueira                     |
| Valenthina Rodarte | Valenthina                          |
| Brenda Santiago    | Brenda                              |
| Manuela Fernandes  | Fernanda                            |
| Isa Nakahara       | Isabela                             |
| Jasmim Sabino      | Jasmim                              |
| Lara Fanganielo    | Lara                                |
| Giovanna Nasser    | Giovanna (Geo)                      |
| Juju Mattos        | Ana Júlia                           |
| Manuela Dieguez    | Débora                              |
| Luiza Aguirre      | Luiza                               |
| Manuela Munhoz     | Manuela                             |
| Mariana Amor       | Mariana                             |
| Sofia Rigoni       | Ana Sofia                           |

### Adultes
| Acteur/Actrice     | Personnage                        |
| ------------------ | --------------------------------- |
| Bia Arantes        | Irmã Cecília Santos               |
| Carlo Porto        | Gustavo Lários                    |
| Dani Gondim        | Nicole Escobar                    |
| Priscila Sol       | Estefânia Lários (Tia Perucas)    |
| Lucero             | Teresa Rezende Lários             |
| Blota Filho        | Silvestre Moreira                 |
| Carol Loback       | Franciely da Silva                |
| Ângela Dip         | Rosana Almeida                    |
| Karin Hils         | Irmã Fabiana Teixeira             |
| Camilla Camargo    | Diana de Oliveira                 |
| Alcemar Vieira     | Padre Gabriel Lários              |
| Eddie Coelho       | Inácio de Oliveira                |
| Bruna Ximenes      | Irmã Rita                         |
| Rachel Rennhack    | Irmã Bene                         |
| Eduardo Pelizzari  | Flávio Escobar                    |
| Rai Teichimam      | Fátima Santos                     |
| Bruno Lopes        | Dr André Renato Vieira            |
| Carlos Mariano     | Policial Ribeiro                  |
| Elisa Brites       | Verônica Matias                   |
| Guilherme Gorski   | Cristóvão Valdez                  |
| Cristina Mutarelli | Solange Ortiz                     |
| Laryssa Dias       | Irmã Luzia                        |
| Thiago Mendonça    | Vitor Gamboa                      |
| Renata Brás        | Irmã Ana                          |
| Sílvia Franceschi  | Silvana Soares                    |
| Gabriela Petry     | Selene                            |
| Fran Maya          | Miller                            |
| Ângela Figueiredo  | Regina                            |
| Stella Miranda     | Noêmia Medeiros                   |
| Márcia Manfredini  | Genuína da Rocha                  |
| Rodolfo Valente    | Ricardo Ávila                     |
| Ana Vitória Bastos | Beatriz Rossi                     |
| Bárbara Maia       | Cassandra                         |
| Carolina Manica    | Paula                             |
| Mylla Christie     | Drª. Alessandra                   |
| Diego Cristo       | Osmar                             |
| Gabriel Muglia     | Tom Caldeiras                     |
| Daniel Alvim       | Leonardo                          |
| Eduardo Semerjian  | Murilo                            |
| Sill Esteves       | Micheli Medeiros                  |
| Marlei Cevada      | Papagaio                          |
| Henrique Stroeter  | Coruja                            |
| Luiz Araújo        | Valter                            |
| Willian Mello      | Dr Jairo                          |
| Einat Falbel       | Érica                             |
| Gustavo Vaz        | Marcelo                           |
| Bernardo Bibancos  | Rogério                           |
| Luiz Guilherme     | Adolfo Lários                     |
| Clarice Niskier    | Haydee Escobar                    |
| Eliana Guttman     | Maristela Lopes (Madre Superiora) |
| José Rubens Chachá | Delegado Peixoto                  |
| Camilo Bevilacqua  | Pascoal Gomes                     |

## Diffusion
- SBT

## Autres versions
- Carita de ángel (2000-2001)